# Mildred Trouillot
Mildred Trouillot-Aristide (sinh năm 1963) là một luật sư người Mỹ kết hôn với Jean-Bertrand Aristide, cựu Tổng thống Haïti, năm 1996.
Mildred Trouillot lớn lên ở vùng Bronx. Cả cha cô, Emile và mẹ, Carmelle, đều là người bản địa của Haïti. Anh rời Haïti năm 1958, cô năm 1960. Họ tìm được công việc ở thành phố New York, nơi Emile làm việc trong một nhà máy thép. Carmelle làm việc như một kỹ thuật viên phòng thí nghiệm.
Mildred tốt nghiệp trường trung học St. Barnabas, City College of New York và Đại học Luật Pennsylvania. Cô đã thực hành kiện tụng thương mại cho công ty luật Robinson, Silverman, Pearce, Aronsohn và Berman ở Manhattan. Cô gặp Aristide tại một bài giảng mà anh đã đưa ra vào năm 1992. Năm 1994, cô đi làm việc cho chính phủ của Aristide lưu vong ở Washington, DC với tư cách là một người viết diễn văn, cũng như làm công việc pháp lý.
Họ kết hôn vào ngày 20 tháng 1 năm 1996, trong một buổi lễ đơn giản tại Port-au-Prince. Đó là một cuộc hôn nhân gây tranh cãi ở Haïti. Aristide được bầu làm Tổng thống khi ông còn là linh mục Công giáo, và đã từ bỏ chức tư tế khi ông kết hôn với Mildred.
Cặp vợ chồng có hai cô con gái, Christine Aristide, sinh tháng 11 năm 1996 và Michaelle Aristide, sinh năm 1998.